# Πr
πr（ぱいあーる）は、かつてマセキ芸能社で活動していた日本のお笑いコンビ。2006年解散。

## メンバー
長嶺 潤（ながみね　じゅん、1977年9月30日 - ）
- 沖縄県出身。血液型O型。
- 解散後は「ムーラントジュン」というコンビを結成後、現在はピン芸人「ジュン」として活動。

上原 卓弥（うえはら　たくや、1977年8月11日 - ）
- 沖縄県出身。血液型B型。

## テレビ
- 爆笑オンエアバトル　戦績1勝1敗 最高413KB
- くるくるドカン〜新しい波を探して〜 長嶺のみ
- インパクト!
- 銭形金太郎 上原のみ

## 舞台
- 「Monday's Moon」2005年5月　トリビアファクトリー　※上原のみ